# Merengue (baile)

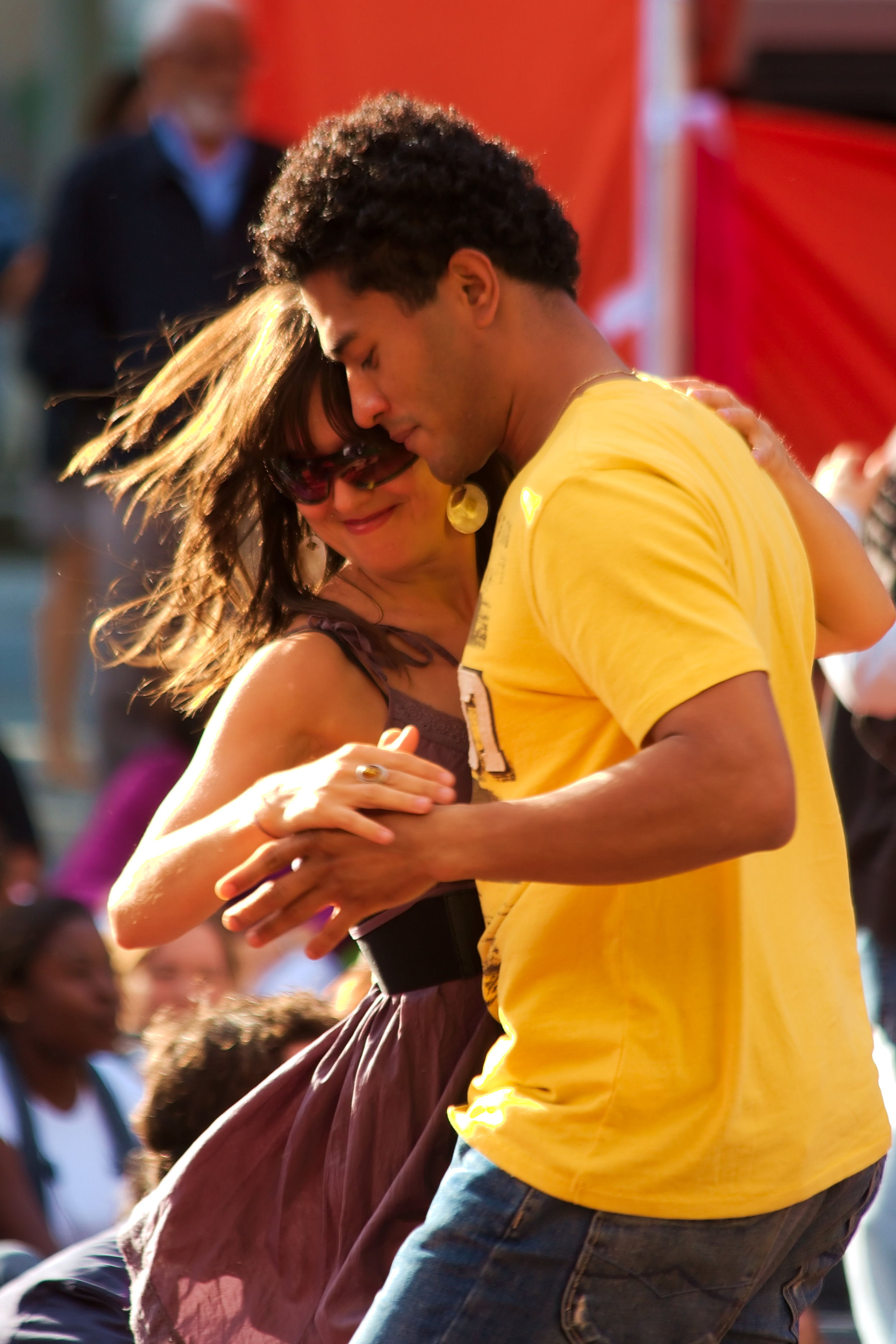
Pareja bailando merengue.

El merengue es un estilo de música y danza dominicana. La pareja se mantiene junta en una posición cerrada. El líder sostiene la cintura del seguidor con la mano derecha, mientras sujeta la mano derecha del seguidor con la mano izquierda a la altura del ojo sin estar muy por debajo de él. Los compañeros doblan las rodillas levemente hacia la izquierda y la derecha, lo que hace que las caderas se muevan hacia la izquierda y hacia la derecha. Las caderas del líder y seguidor se mueven en la misma dirección a lo largo de la canción. Los socios pueden caminar de lado o en círculos entre sí, en pequeños pasos. Pueden cambiar a una posición abierta y hacer giros separados sin soltarse de las manos o soltando una mano. Durante estos giros pueden girar y atar su agarre en pretzels intrincados. Otras coreografías son posibles.
Aunque el ritmo de la música puede ser frenético, la parte superior del cuerpo se mantiene majestuosa y los giros son lentos, típicamente cuatro compases y pasos por turno completo.

## Historia

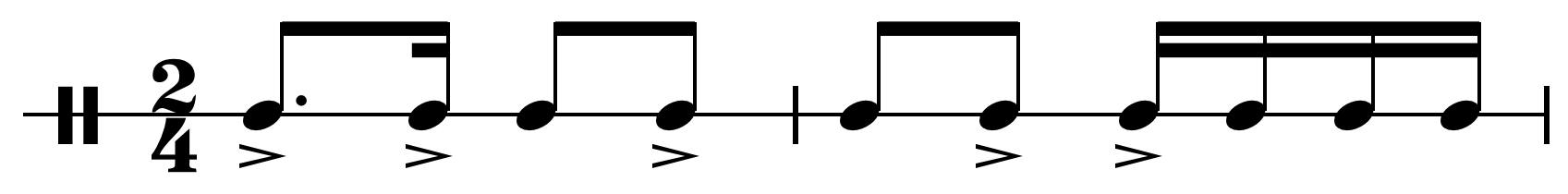
Ritmo del merengue.

Según leyenda popular, el baile se originó a partir de los trabajadores esclavos que trabajan en los campos de remolacha azucarera. Estos trabajadores estaban conectados entre sí por una cadena atada a sus tobillos y tuvieron que caminar de tal manera que arrastraran una pierna. Según Burr, el merengue en realidad proviene de grupos acústicos, y en la República Dominicana, el folklore es el merengue. Durante el siglo XXI, el instrumento principal original del merengue fue la guitarra. En la década de 1940 y 1950 se realizó con acordeones. 
Por otro lado, Burr explica que hoy en día, el merengue moderno que se escucha en los clubes nocturnos es personificado por artistas como Elvis Crespo y Olga Tañón. Según Hutchinson, el merengue típico se originó en la región rural del Valle del Norte alrededor de la ciudad de Santiago, lo que dio como resultado el nombre de merengue cibaeño. Además, el merengue típico hace hincapié en las canciones tradicionales que datan de hasta el siglo pasado. Su contexto y prácticas de rendimiento difieren en su énfasis en una estrecha relación personal entre audiencias y artistas intérpretes o ejecutantes, por lo que el género de merengue típico es más complejo que uno familiar de merengue.
El merengue fue hecho por la música oficial de la República Dominicana por Rafael Trujillo.

## Otras lecturas
- Díaz Díaz, Edgardo. 2008. "Danza antillana, conjuntos militares, nacionalismo musical e identidad dominicana: retomando los pasos perdidos del merengue". Latin American Music Review 29(2): 229–259.

- Datos: Q4413211